# Jerzy Bogusław Fredro
Jerzy Bogusław Fredro (ur. 12 kwietnia 1651, zm. przed 24 stycznia 1743) – kasztelan lwowski w latach 1684-1702, łowczy koronny w latach 1676-1684, wicemarszałek Trybunału Głównego Koronnego w 1676 roku,  od 1702 roku duchowny, tercjarz.
Syn Andrzeja Maksymiliana Fredry i Katarzyny Gidzińskiej, żonaty z Zuzanną Karszewską (rozwiedziony), po 1682 roku z Teresą Gorajską (rozwiedziony). 
Uczestniczył w bitwie pod Chocimiem w 1673 roku. Marszałek sejmiku w 1673 roku. Poseł na sejm konwokacyjny 1674 roku z ziemi przemyskiej. Rotmistrz ziemi przemyskiej w 1674 roku. Deputat do rady przy inttereksie w 1674 roku. Marszałek sejmiku generalnego województwa ruskiego w 1696 roku. Był elektorem Augusta II Mocnego z ziemi lwowskiej i przemyskiej w 1697 roku.
Został pochowany 24 stycznia 1743 w grobach braci w podziemiach  kościoła Franciszkanów Reformatów w Przemyślu. Na pogrzeb, który kosztował 1500 florenów, ofiarował 600, zmarły swoim testamentem legował tę sumę oraz rzeczy ruchome, by je sprzedano i przekazano do innych klasztorów na mszę świętą w jego intencji. Jednakże jego siostrzeniec Jerzy Antoni Łączyński zakwestionował ważność testamentu z powodu "niepoczytalności dziadka" i na pokrycie kosztów pogrzebu zapłacił 102 zł węgierskie. 